# Il bevitore di vino di palma
Il bevitore di vino di palma (The Palm-Wind Drinkard: And His Dead Palm-Wine Tapster in the Dead's Town) è il libro con cui lo scrittore nigeriano Amos Tutuola è diventato celebre in Occidente. Pubblicato nel 1952, ma scritto da Tutuola negli anni quaranta, Il bevitore rappresenta anche una delle prime opere della letteratura africana in lingua inglese del Novecento; anticipò numerose sperimentazioni linguistiche successive con il suo uso creativo del pidgin english africano.

## Contenuto
Il libro è in gran parte una rielaborazione originale di fiabe e leggende tradizionali del popolo di Tutuola, gli Yoruba. La vicenda principale del libro riguarda un uomo che insegue uno spillatore di vino di palma fino alla "città dei morti". In questo modo si trova immerso in un mondo parallelo popolato di magia, fantasmi, demoni e altre creature soprannaturali.
Alla sua pubblicazione nel 1952, Il bevitore ricevette gli elogi di Dylan Thomas e di altri intellettuali occidentali del tempo. In Nigeria, invece, fu causa di molte controversie e oggetto di aspre critiche. Tutuola fu accusato di rappresentare il proprio popolo in modo negativo, attraverso l'immagine del protagonista, un ubriacone superstizioso e incapace di parlare in inglese corretto. Lo scrittore nigeriano Chinua Achebe fu tra coloro che difesero l'opera di Tutuola, leggendovi tra l'altro una critica al consumismo occidentale.

## Edizione italiana
In italiano, il romanzo è stato pubblicato da Fratelli Bocca Editori e poi da Feltrinelli. In seguito è stato ripubblicato sempre da Feltrinelli insieme al secondo romanzo di Tutuola, My Life in the Bush of Ghosts (vedi scheda).

## Edizioni
- Amos Tutuola, Il bevitore di vino di palma, traduzione di Adriana Motti, Milano, Fratelli Bocca Editori, 1954
- Amos Tutuola, La mia vita nel bosco degli spiriti. Il bevitore di vino di palma, traduzione di Itala Vivan, Adelphi, 1983, ISBN 88-459-0538-1.